# Kijevac
Kijevac (cirill betűkkel Кијевац) egy falu Szerbiában, a Piroti körzetben, a Babušnicai községben.

## Népesség
- 1948-ban 295 lakosa volt.
- 1953-ban 321 lakosa volt.
- 1961-ben 280 lakosa volt.
- 1971-ben 216 lakosa volt.
- 1981-ben 117 lakosa volt.
- 1991-ben 73 lakosa volt
- 2002-ben 54 lakosa volt,[1] akik mindannyian szerbek.[2]